# Marion Lake
Koordinaten: 47° 9′ N, 91° 59′ W
Marion Lake ist ein nicht-organisiertes Gebiet („unorganized territory“) im St. Louis County im US-Bundesstaat Minnesota. Es ist 93,8 Quadratkilometer groß und hatte im Jahr 2000 68 Einwohner.
Das Marion-Lake-Gebiet entstand 1999 durch die Neuorganisation der Grenzen im County. Es liegt im Südosten des St. Louis County und wird in Süd-West-Richtung vom Cloquet River durchflossen.

## Demographie
Nach der Volkszählung im Jahr 2000 leben in Marion Lake 64 Menschen in 24 Haushalten und 19 Familien. Ethnisch besteht die Bevölkerung aus 100 Prozent weißer Bevölkerung.
In 45,8 % der 24 Haushalte leben Kinder unter 18 Jahren, in 70,8 % leben verheiratete Ehepaare, in 4,2 % leben weibliche Singles und 4,2 % sind keine familiären Haushalte. 20,8 % aller Haushalte bestehen ausschließlich aus einer einzelnen Person und in 12,5 % leben Alleinstehende über 65 Jahre. Die durchschnittliche Haushaltsgröße liegt bei 2,37 Personen, die von Familien bei 2,92.
Auf die gesamte Gebiet bezogen setzt sich die Bevölkerung zusammen aus 30,9 % Einwohnern unter 18 Jahren, 2,9 % zwischen 18 und 24 Jahren, 29,4 % zwischen 25 und 44 Jahren, 30,9 % zwischen 45 und 64 Jahren und 5,9 % über 65 Jahren. Der Median beträgt 41 Jahre. Etwa 51,1 % der Bevölkerung ist weiblich.
Der Median des Einkommens eines Haushaltes beträgt 40.313 USD, der einer Familie 27.292 USD. Das Pro-Kopf-Einkommen liegt bei 13.446 USD. Etwa 1,2 % der Bevölkerung und keine der Familien leben unterhalb der Armutsgrenze.